# Predacija semena
Predacija semena je tip interakcije biljki i životinja u kome se granivori (predatori semena) hrane semenom biljki kao svojim glavnim i ekskluzivnim izvorom hrane, u mnogim slučajevima ostavljajući seme u oštećenom i neodrživom stanju. Granivori su zastupljeni u mnogim familijama kičmenjaka (posebno sisara i ptica) kao i beskičmenjaka (uglavnom insekti); stoga se predacija semena javlja u virtualno svim kopnenim ekosistemima. Predacija semena se obično deli u dve distinktne vremenske kategorije, pre raspršivanjea i nakon raspršivanja, koje mogu da obuhvataju različite strategije i zahteve, i imaju različite implikacije na individualnom i populacionom nivou. Ipak, bez obzira na vreme predacija semena ima znatne implikacije za dinamiku biljne populacije. Da bi se suprotstavile dejstvu grabežljivaca, biljke su evoluirale mehanizme odbrane kao što su morfologija semena (veličina, oblik, čvrstoća) i hemijsku odbranu (sekundarna jedinjenja kao što su tanini i alkaloidi) za odbranu od predatora semena. Međutim, kao što su biljke razvile načine odbrane semena od predatora (npr., hemijska jedinjenja), tako su se i predatori semena prilagodili biljnim odbrambenim mehanizmima (npr., sposobnost detoksifikacije hemijskih jedinjenja). Mnoštvo interesantnih primera koevolucije je nastalo iz ovog dinamičkog odnosa.
Većina ljudi su predominantno granivori, čai i ako konzumiraju širok varijetet druge hrane.   

## Semena i njihova odbrana
Seme biljki je važan prehrambeni izvor za životinje u najvećem delu ekosistema. Semena sadrže organe za čuvanje hrane (npr., endosperm) koji pružaju nutrijente tokom razvića biljnog embriona (kotiledon). To čini semena atraktivnim izvorom hrane za životinje. Semena su visoko koncentrisani i lokalizovani izvor nutrijenata u odnosu na gruge delove biljki. 
Semena mnogih biljki su tokom evolucije razvila raznovrsne odbrambene strategije odvraćanja predatora. Biljke mogu da alociraju resurse za fizičku ili hemijsku odbranu. Semena se često smeštena unutar zaštitnih struktura ili voćne pulpe koja obuhvata seme dok ne sazri. Drugi oblici fizičke odbrane su bodlje, dlake, vlaknasti kaputi semena i stvrdnuta endosperma. Seme, naročito u sušnim područjima, može da ima semeni omotač od biljnog lijepka koji može da zadrži zemljište na semenu skrivajući ga od granivora.
Neka semena su evolvirala jaka anti-biljojedna hemijska jedinjenja. Za razliku od fizičke odbrane, hemijska odbrana semena sprečava konzumaciju pomoću hemikalija koje su toksične za granivore ili umanjuju svarljivost semena. Te hemikalije obuhvataju neproteinske aminokiseline, cijanogenske-glikozide, inhibitore proteaza i amilaza, fitohemaglutinine. Seme se suočava sa kompromisom između raspodele ka odbrani i veličini i broju proizvedenog semena. Dodatno biljke prave kompromis između odvraćanja predatora i privlačenja dispenzera semena.
Biljke mogu da smanje ozbiljnost predacije semena tako što čine seme prostorno ili vremenski oskudnim da granivore. Smatra se da raspršivanje semena može da umanji stepan predacije.

## Literatura
- Herrera, C.M. & O. Pellmyr (eds.)  2002  Plant-Animal Interactions: An Evolutionary Approach.  Blackwell Science, Oxford.
- Hulme, P., and C. W. Benkman. 2002. Granivory. Pages 132-154 in  Plant-animal interactions: an evolutionary approach. C. Herrera and O. Pellmyr, eds. Blackwell Scientific Publications, New York.
- Alexander, H.M., Cummings, C.L., Kahn, L., and Snow, A.A. 2001 (2001). „Seed size variation and predation of seeds produced by wild and crop–wild sunflowers”. American Journal of Botany. 88 (4): 623—627. JSTOR 2657061. doi:10.2307/2657061..
- Andersen, A.N. 1989.  How Important Is Seed Predation to Recruitment in Stable Populations of Long-Lived Perennials? Oecologia, 81  (3):  310–315
- Berenbaum, M.R and Zangerl, AR. 1998. Chemical phenotype matching between a plant and its insect herbivore. Proceedings of the national academy of sciences, USA, 95, 13743-13784.
- Brown, J.H., and E.J. Heske. 1990. Brown, J. H.; Heske, E. J. (1990). „Control of a desert-grassland transition by a keystone rodent guild”. Science. 250 (4988): 1705—1707. Bibcode:1990Sci...250.1705B. PMID 17734708. doi:10.1126/science.250.4988.1705..
- Brown, J.H., Reichman, O.J., and Davidson, D.W. 1979. Granivory in desert ecosystems. Annual Review of Ecology and Systematics, Vol. 10, pp. 201–227.
- Davidson, D.W.. 1993. „The Effects of Herbivory and Granivory on Terrestrial Plant Succession”. Oikos. 68 (1): 23—35.
- Davidson, D.W., Brown, J.H., and Inouye, R.S. 1980. „Competition and the Structure of Granivore Communities”. BioScience. 30 (4): 233—238.
- Diaz, M., and Telleria, J.L. 1996.Granivorous Birds in a Stable and Isolated Open Habitat within the Amazonian Rainforest. Journal of Tropical Ecology. 12 (3): 419—425. Недостаје или је празан параметар |title= (помоћ)
- Figueroa Javier A., Muñoz Alejandro A., Mella Jorge E., Arroyo Mary T. K.. 2002. Pre- and post-dispersal seed predation in a Mediterranean-type climate montane sclerophyllous forest in central Chile. Australian Journal of Botany 50, 183–195.
- Lundgren, J and Rosentrater, K. 2007. „The strength of seeds and their destruction by granivorous insects”. Arthropod-plant interactions. 1 (2)..
- Mares, M.A. and Rosenzweig, M.L.. 1978. „Granivory in North and South American Deserts: Rodents, Birds, and Ants”. Ecology. 59 (2): 235—241.
- Oliveras, J., Gomez, C., Bas, M., Espadaler, X. 2008. „Mechanical Defence in Seeds to Avoid Predation by a Granivorous Ant”. Naturwissenschaften. 95 (6)..
- Sallabanks, R. and Courtney, S.P. „Frugivory, Seed Predation and Insect- Vertebrate Interactions”. Annual Review of Entomology. 37: 337—400. 1992..
- Smith, CC. 1970. The coevolution of pine squirrels (Tamiasciurus) and conifers. Ecological monographis, 40, 349-371.
- Vander Wall, S.B., Kuhn, K.M., and M.J. Beck. 2005. „Seed Removal, Seed Predation, and Secondary Dispersal”. Ecology. 86 (3): 801—806.